# Planos Impossíveis
"Planos Impossíveis" é uma canção da cantora brasileira Manu Gavassi, lançada em 25 de janeiro de 2011 como segundo single do álbum Manu Gavassi (2010).

## Vídeo musical
O Videoclipe foi gravado no dia 21 de Fevereiro de 2011, o videoclipe segue fielmente a parte lírica da música. O vídeo começa com Manu andando por uma avenida com balões na mão e logo após em seu quarto esperando o telefonema do seu suposto namorado.

## Vendas e certificações
| Região                                                        | Certificação | Vendas  |
| ------------------------------------------------------------- | ------------ | ------- |
| Brasil (Pro-Música Brasil)                                    | Ouro         | 50,000‡ |
| ‡vendas+valores de streaming baseados somente na certificação |              |         |

## Desempenho nas tabelas musicais
| Paradas (2011)                       | Melhor posição |
| ------------------------------------ | -------------- |
| Brasil - Brasil Hot 100              | 1              |
| Brasil - Rádio Disney Brasil         | 1              |
| Brasil - Billboard Popular Hot Songs | 1              |
| Brasil - Billboard Hot 100 Airplay   | 1              |

## Versão de Jads & Jadson
"Planos Impossíveis" foi regravada pela dupla Jads & Jadson em 2013, sendo lançado no mesmo ano como segundo single do álbum Jads & Jadson - Ao Vivo.

### Desempenho nas tabelas musicais
| Paradas (2013)                     | Melhor posição |
| ---------------------------------- | -------------- |
| Brasil - Brasil Hot 100            | 57             |
| Brasil - Billboard Hot 100 Airplay | 68             |